# 小山薫堂の“温故知新堂”
『小山薫堂の“温故知新堂”』（こやま くんどうの おんこちしんどう）は、NHKラジオ第1放送で2015年5月26日より2016年3月29日まで原則として毎月最終火曜日21:05頃から21:55まで放送されていたラジオのライブラリー＆トーク番組である。なお、2016年4月より不定期の特番として放送された。
NHKは2015年度の1年間をかけて「放送90周年、戦後70周年」の様々なキャンペーン番組を展開していくが、これをきっかけに、これまで蓄積してきた90年間の様々な放送音源を交え、放送の歴史を振り返っていきながら、これからのラジオのあり方や魅力を、パーソナリティ（温故知新堂のマスター）を務める放送作家・小山薫堂と、放送関係者や各界のラジオファンを交えて考えていこうとするものである。

## 出演
- 小山薫堂
- 藤井まどか（アシスタント）

## ゲスト
1. 中村メイコ、谷澤恵里香（2015年5月26日）
2. 桜井順（2015年6月30日）
3. 羽佐間正雄、永野元玄（2015年7月28日）
4. 竹山昭子（2015年8月25日=12月22日アンコール放送）
5. 竹山昭子（2015年9月29日）
6. 金子辰雄（2015年10月20日）
7. 土門正夫、神田好子（旧姓・松村）（2015年11月24日）
8. 森まゆみ（2016年1月26日）
9. 武井照子（2016年2月23日）
10. 森まゆみ（2016年3月29日）
11. 青山敏彦（2016年4月29日）
12. 羽佐間正雄、福田沙紀（2016年8月9日）

## 特集テーマ
1. 「子供番組」　村岡花子が生前パーソナリティーを務めた「こどもの新聞」（ニュース解説番組）の音源や、童謡をヘヴィー・ローテーションで発表する「みんなのうた」などを取り上げた
2. 「三木鶏郎の世界」　三木鶏郎が手がけた「日曜娯楽版」を中心軸に、三木の弟子である桜井へのインタビューを行った
3. 「高校野球100年」　8月に行われる「第96回全国高等学校野球選手権大会」が、日本の高校野球発祥100周年であることにちなみ、過去の名勝負を当時の録音テープを交えて振り返り、放送をする立場から羽佐間、グラウンドの現場でプレーする立場から元審判委員の永野が証言した。
4. 「戦争とラジオ」　8月は終戦70周年の記念日を迎えたのをきっかけに企画。玉音放送（昭和天皇）の音源をノーカットで放送。
5. 「戦後のラジオ放送」　大本営発表の音源や、「尋ね人の時間」など戦後初期のラジオ番組の音源を紹介
6. 「NHKのど自慢」　戦後すぐから放送を開始し、70年の歴史を誇る視聴者参加型番組の歴史を、17年間にわたってMCを務めた金子の証言を交えて振り返った
7. 「東京オリンピック」　1964年東京五輪の名勝負を紹介し、実況担当者だった土門、東洋の魔女としてバレーボール日本金メダルの原動力となった松村（現・神田）が当時を振り返った。
8. 「文学者の言葉」 放送開始初期の大正～昭和初期に活躍した作家、林芙美子、江戸川乱歩、永井荷風、谷崎潤一郎の生前の肉声（インタビュー音源）を紹介した

## 通常週の番組
- 岡田惠和 今宵、ロックバーで〜ドラマな人々の音楽談義〜（最終火曜日以外）